# Pleurothallis uninervia
Pleurothallis uninervia är en orkidéart som beskrevs av Carlyle August Luer och Dodson. Pleurothallis uninervia ingår i släktet Pleurothallis och familjen orkidéer.
Artens utbredningsområde är Ecuador. Inga underarter finns listade i Catalogue of Life.